# Molk-e Jahān
Molk-e Jahān (persiska: ملک جهان) är en ort i Iran.   Den ligger i provinsen Gilan, i den nordvästra delen av landet, 280 km nordväst om huvudstaden Teheran. Molk-e Jahān ligger 23 meter över havet och antalet invånare är 323.
Terrängen runt Molk-e Jahān är platt österut, men västerut är den kuperad. Terrängen runt Molk-e Jahān sluttar österut.Runt Molk-e Jahān är det tätbefolkat, med 493 invånare per kvadratkilometer. Närmaste större samhälle är Māsāl, 7,0 km söder om Molk-e Jahān. Trakten runt Molk-e Jahān består till största delen av jordbruksmark.